# リチャード・レビンソンとウィリアム・リンク
リチャード・レヴィンソンとウィリアム・リンク（Richard Leighton Levinson and William Theodore Link）は、レヴィンソンが亡くなるまで43年間協働したアメリカ合衆国のテレビ脚本家、プロデューサー、推理作家。『刑事コロンボ』『ジェシカおばさんの事件簿』『エラリー・クイーン劇場』などの本格推理テレビ探偵シリーズを企画・制作した。別名義にテッド・レイトン（二人のミドルネーム連結）。

## 主な作品

### 推理小説
- 口笛吹いて働こう Whistle While You Work (1954)
- Enough Rope (1954)
- 殺人処方箋 Prescription: Murder (1969)

#### 日本オリジナル短編集
- レヴィンソン&リンク劇場 皮肉な終幕 (2021)
- レヴィンソン&リンク劇場 突然の奈落 (2022)

### テレビ脚本
- ヒッチコック劇場 第七期
  - 第10話「見返りの報酬」 Alfred Hitchcock Presents: Services Rendered (1961)
  - 第23話「利益分配計画」 Alfred Hitchcock Presents: Profit-Sharing Plan (1961)
- 警部マクロード 「ミス・アメリカ殺人事件」 McCloud: Who Killed Miss U.S.A.? (1971) ※デニス・ウィーバー主演
- 刑事コロンボ 「指輪の爪あと」(1971) ※ピーター・フォーク、ロバート・カルプ主演
- 殺しの演出者 Murder by Natural Causes (1979) ※キャサリン・ロス主演
- 殺しのリハーサル Rehearsal for Murder (1982) ※パトリック・マクニーほか主演
- Guilty Conscience (1985)
- 消えた花嫁 Vanishing Act (1986) ※エリオット・グールドほか主演

### 映画脚本
- ハンター The Hunter (1980) ※スティーブ・マックイーン主演。ピーター・ハイアムズとの共同脚本。テッド・レイトン名義。

### 普通小説
- Fineman (1972)
- The Playhouse (1985)

### リンク単独作品
- The Boys (1990年)
- 刑事コロンボ 13の事件簿 The Columbo Collection (2013) [2]